# Косцюковіче
Косцюковіче (пол. Kościukowicze) — село в Польщі, у гміні Милейчиці Сім'ятицького повіту Підляського воєводства.
Населення — 30 осіб (2011).
У 1975-1998 роках село належало до Білостоцького воєводства.

## Демографія
Демографічна структура станом на 31 березня 2011 року:
|          | Загалом | Допрацездатний вік | Працездатний вік | Постпрацездатний вік |
| -------- | ------- | ------------------ | ---------------- | -------------------- |
| Чоловіки | 14      | 6                  | 5                | 3                    |
| Жінки    | 16      | 3                  | 6                | 7                    |
| Разом    | 30      | 9                  | 11               | 10                   |